# Gaddesugur, Shahpur
Gaddesugur là một làng thuộc tehsil Shahpur, huyện Gulbarga, bang Karnataka, Ấn Độ.